# The Perceptionists
The Perceptionists é um grupo de rap dos EUA formado em 2005.